# Kabinett Buhagiar
Das maltesische Kabinett Buhagiar wurde am 13. Oktober 1923 von Premierminister Francesco Buhagiar von der Maltese Political Union (MPU) gebildet. Es löste das Kabinett Howard ab und befand sich bis 22. September 1924 im Amt.

## Geschichte
Am 13. Oktober 1923 wurde Buhagiar als Nachfolger von Joseph Howard zweiter Premierminister Maltas und bildete eine Minderheitsregierung bis zur Auflösung des Parlaments im April 1924. Bei den Wahlen zum Repräsentantenhaus am 9. und 10. Juni 1924 erzielte sowohl die Constitutional Party (CON) von Gerald Strickland mit 8.172 Stimmen (34 Prozent) als auch die Maltese Political Union (MPU) Buhagiars mit 6.553 Wählerstimmen (27,2 Prozent) jeweils 10 Sitze im 32-köpfigen Parlament. Die Partit Laburista (PL) unter ihrem Vorsitzenden William Savona konnte mit 4.632 Stimmen (19,2 Prozent) 7 Abgeordnete stellen, während auf die Democratic Nationalist Party (DNP) von Enrico „Nerik“ Mizzi 4.188 Wählerstimmen (17,4 Prozent) bekam und 5 Mandate erreichte.
Zunächst setzte Premierminister Buhagiar seine Regierung als Minderheitsregierung fort, ehe er am 18. August 1924 eine Koalitionsregierung mit Mizzis DNP bildete. Am 22. September 1924 trat Buhagiar zurück und wurde Richter am Obersten Gericht. Daraufhin übernahm der bisherige Finanzminister Ugo Pasquale Mifsud das Amt des Premierministers und bildete sein erstes Kabinett als Koalition mit der DNP Mizzis, wobei auch diese Regierung nur über 15 der 32 Mandate verfügte.

## Minister
| Amt                                       | Name                                     | Partei                                               | Anmerkungen                                                                                                |
| ----------------------------------------- | ---------------------------------------- | ---------------------------------------------------- | --- |
| Premierminister                           | Francesco Buhagiar                       | Maltese Political Union                              | |
| Finanzminister                            | Ugo Pasquale Mifsud                      | Maltese Political Union                              | zugleich 12. Oktober 1923 bis 18. August 1924 Minister für Post, Handel und Industrie                      |
| Justizminister                            | Francesco Buhagiar Carlo Mallia          | Maltese Political Union Democratic Nationalist Party | Buhagiar: Amtszeit 12. Oktober 1923 bis 18. August 1924 Mallia: Amtszeit 18. August bis 22. September 1924 |
| Bildungsminister                          | Monsignore Enrico Dandria                | Maltese Political Union                              | |
| Minister für öffentliche Arbeiten         | Giovanni Adami                           | Maltese Political Union                              | |
| Minister für Post, Handel und Industrie   | Ugo Pasquale Mifsud Enrico „Nerik“ Mizzi | Maltese Political Union Democratic Nationalist Party | Mifsud: Amtszeit 12. Oktober 1923 bis 18. August 1924 Mizzi: Amtszeit 18. August bis 22. September 1924    |
| Minister für Fischerei und Landwirtschaft | Antonio Dalli Enrico „Nerik“ Mizzi       | Maltese Political Union Democratic Nationalist Party | Dalli: Amtszeit 12. Oktober 1923 bis 18. August 1924 Mizzi: Amtszeit 18. August bis 22. September 1924     |
| Gesundheitsminister                       | Carm Mifsud                              | Maltese Political Union                              | |